# 긴수염게과
긴수염게과(Corystidae)는 십각목에 속하는 게과의 하나이다. 긴수염게상과(Corystoidea)의 유일한 과이다. 바토니안기(쥐라기 후기)까지 거슬러 올라가는 가장 오랜 게절 화석 종, 헤베르티데스 주라시카(Hebertides jurassica)를 포함하고 있다. 긴수염게과는 8개 속에 10종의 현존 종과 5종의 멸종 종을 포함하고 있다.

## 분류
- Corystes Bosc, 1802
- Corystites Lőrenthey, in Lőrenthey & Beurlen, 1929
- Gomeza Gray, 1831
- † Gomezinus Collins, Lee & Noad, 2003
- † Harenacorystes Van Bakel, Jagt, Artal & Fraaije, 2009
- † Hebertides Guinot, De Angeli & Garassino, 2007
- Jonas Hombron & Jacquinot, 1846
- † Micromithrax Noetling, 1881